# Pontus Grate

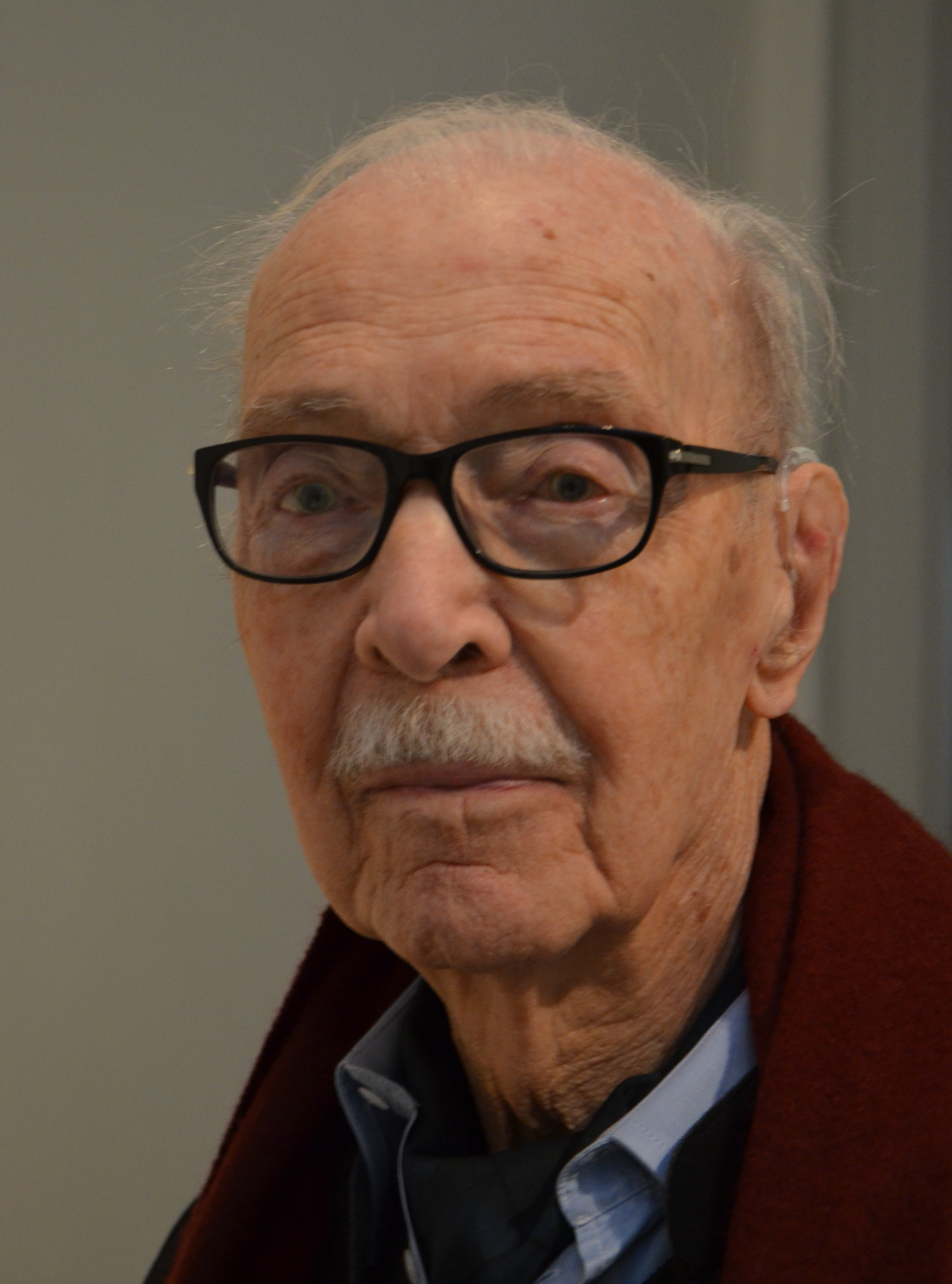
Pontus Grate

Claes Georg Pontus Grate, född 5 november 1922 i München, död 28 oktober 2018 i Sofia distrikt i Stockholm, var en svensk konsthistoriker och museiman. Han var son till skulptören och konstnären Eric Grate och gift med Elisabeth Grate, som driver Elisabeth Grate bokförlag.

## Biografi
Pontus Grate studerade konsthistoria vid Uppsala universitet på 1950-talet och disputerade 1959 på en avhandling om de franska konstkritikerna Gustave Planche och Théophile Thoré, Deux critiques d'art de l'epoque romantique Gustave Planche et Théophile Thoré. Grate blev docent samma år. 
Grate anställdes 1954 vid Nationalmuseum. På 1960-talet var han under ett år gästprofessor i konsthistoria vid University of California, Berkeley. Åren 1969–1977 var han direktör för Svenska institutet i Paris och svensk kulturattaché;  1971–1977 var han också chef för Svenska kulturhuset där. Åren 1977–1988 återvände han till Nationalmuseum, först som föreståndare för målerisamlingarna och från 1982 fram till sin pension 1988 som museidirektör.
Han skrev artiklar och böcker om bland andra drottning Kristina, Henri de Toulouse-Lautrec, sin far Eric Grate, samt fransk 1700-talskonst, som han var specialiserad på. Grate översatte även ett flertal böcker och artiklar från franska till svenska, bland annat verk av Anatole France, Jean Giono, Michèle Desbordes, Noëlle Châtelet och Nobelpristagaren Patrick Modiano.
Pontus Grate tilldelades 1995 Zibetska priset av Svenska Akademin.